# Yeni Kıbrıs Partisi
Yeni Kıbrıs Partisi (YKP) (griechisch: Κόμμα Νέα Κύπρος, deutsch: Partei Neues Zypern) ist eine sozialistische Partei in der Türkischen Republik Nordzypern.

## Geschichte
Die Partei entstand 1989, als eine Gruppe um die beiden Abgeordneten Alpay Durduran und Rasıh Keskiner die Partei der gesellschaftlichen Befreiung, den Vorläufer der heutigen Partei der gesellschaftlichen Demokratie verließen. 1998 vereinigte sich mit einer Gruppe um den Abgeordneten und vormaligen Vorsitzenden der Republikanischen Türkischen Partei, Özker Özgür. Die Partei benannte sich in Yurtsever Birlik Hareketi (Patriotische Einheitsbewegung) um. 2002 verließ diese Fraktion wieder die Partei und gründete die Vereinigte Zypern Partei (BKP). Darauf nahm die Partei wieder den ursprünglichen Namen an.

## Teilnahme an Wahlen
Bei den Parlamentswahlen 1990 erreichte die YKP 0,8 Prozent. 1993 kam sie auf 1,2 Prozent, 1998 auf 2,5 Prozent. Bei den Präsidentschaftswahlen 1990 und 1995 errang ihr Kandidat Alpay Durduran 1,3 bzw. 1,8 Prozent; 2000 kam Arif Desem auf 2,6 Prozent. Seither hat die YKP nicht mehr an Wahlen teilgenommen, weil sie die Türkische Republik Nordzypern als illegitim betrachtet.

## Positionen
Die YKP fordert ein „vereinigtes und sozialistisches“ Zypern und lehnt die Anwesenheit türkischer Truppen im Norden sowie griechischer Truppen auf der seit 1974 geteilten Insel ab. Die YKP hat Beobachterstatus bei der Europäischen Linken.

## Trivia
Die Wochenzeitung der antinationalitischen YKP heißt Yeniçağ (Neue Epoche) – genauso wie eine in der Türkei erscheinende extrem nationalistische Tageszeitung.